# Battlestations: Pacific
Battlestations: Pacific is een vliegsimulatorspel van spelontwikkelaar Eidos Hungary voor de pc en de Xbox 360. Het spel werd uitgebracht op 15 mei 2009 door Eidos Interactive en is een opvolger van Battlestations: Midway.

## Gameplay

### Singleplayer
De speler kan kiezen uit twee verschillende campagnes, die van de geallieerden en die van de asmogendheden. Beide campagnes bestaan uit veertien veldslagen waarbij de speler zowel vliegtuigen, vaartuigen, als afweergeschut dient te bedienen. De geallieerden campagne volgt zeer accuraat de historische verloop van de oorlog, vanaf de Slag bij Midway tot de Slag om Okinawa. De asmogendheden campagne volgt een alternatieve verloop van de oorlog wanneer de Japanners enkele belangrijke overwinningen zouden hebben geboekt. Deze campagne is ontwikkeld met gebruik van de originele oorlogsplanning van het Keizerrijk Japan en begint bij de Aanval op Pearl Harbor tot en met de Invasie van Hawaï.

### Multiplayer
Het spel bevat zowel een online (tegen andere spelers) als een offline (tegen computer gestuurde spelers) multiplayer modus. In totaal zijn er meer dan 100 verschillende scenario's beschikbaar verdeeld over vijf verschillende spelmodi:
- Island capture: In deze modus dient men de punten te gebruiken om schepen, vliegtuigen en landingsvaartuigen te laten spawnen om daarmee vervolgens eilanden te veroveren. Bepaalde eilanden zorgen ervoor dat je speciale voertuigen kunt kiezen. Het eerste team dat alle eilanden in handen heeft wint het spel.
- Duel: Ieder voor zich in deze deathmatch modus.
- Competitive: Alle spelers zitten in één team en proberen zo veel mogelijk AI te vernietigen.
- Siege: Het ene team heeft een eiland in bezit en zal deze moeten verdedigen met zowel voertuigen als afweergeschut, het andere team moet het eiland innemen binnen een bepaalde tijdsbestek.
- Escort: Het ene team moet een bepaalde voertuig beschermen tot aan een bepaald punt, terwijl het andere team deze dient uit te schakelen voordat het voertuig het punt bereikt.

## Geallieerden

### Vliegtuigen
- Boeing B-17 Flying Fortress
- Boeing B-29 Superfortress
- Brewster F2A
- Consolidated PBY Catalina
- Curtiss P-40 Warhawk
- Curtiss SB2C Helldiver
- Douglas C-47 Skytrain

- Douglas SBD Dauntless
- Douglas TBD-1 Devastator
- Fairey Swordfish
- Grumman F4F Wildcat
- Grumman F6F Hellcat
- Grumman TBF Avenger
- Grumman TBM-3E Avenger

- Hawker Hurricane
- Lockheed P-38 Lightning
- Lockheed P-80 Shooting Star
- North American B-25 Mitchell
- North American P-51 Mustang
- Vought F4U Corsair
- Vought OS2U Kingfisher

### Schepen
- Alaskaklasse
- Allen M. Sumnerklasse
- ASW Fletcher
- Atlantaklasse
- Bogueklasse
- Clemsonklasse
- Clevelandklasse
- De Ruyterklasse
- Elco PT Boat

- Fletcherklasse
- Gatoklasse
- Hermesklasse
- Higgins Boat
- Iowaklasse
- King George V-klasse
- Lexingtonklasse
- LST Mark 2
- Montanaklasse

- Narwhalklasse
- New Yorkklasse
- Northamptonklasse
- Renownklasse
- Rocket LSM
- South Dakotaklasse
- Troep Transport
- Yorkklasse
- Yorktownklasse

## Asmogendheden

### Vliegtuigen
- Aichi D3A
- Aichi E13A
- Aichi M6A Seiran
- Kawanishi H6K
- Kawanishi H8K
- Kyushu J7W Shinden
- Mitsubishi A6M Zero

- Mitsubishi F1M
- Mitsubishi G3M Rikko
- Mitsubishi G4M
- Mitsubishi J2M Raiden
- Nakajima B5N Kate
- Nakajima B6N Tenzan
- Nakajima G5N Shinzan

- Nakajima J1N Gekko
- Nakajima J9Y Kika
- Nakajima Ki-43-II Oscar
- Nakajima L2D Type 0
- Yokosuka D4Y Suisei
- Yokosuka MXY-7 Oka

### Schepen
- Aganoklasse
- Akagi
- Akizukiklasse
- Daihatsu LCP
- Fubukiklasse
- Fusoklasse
- Gyoraitei
- Hiryu
- Kaga
- Kaiten

- Kaiten Carrier
- Kongoklasse
- Kumaklasse
- Kumaklasse (Torpedo Variant)
- Minekazeklasse
- Mogamiklasse
- Sen Toku I-400 Klasse
- Shimakazeklasse
- Shinyo
- Shohoklasse

- Soryu
- Super Yamatoklasse
- Takaoklasse
- Toneklasse
- Troepen Transport
- Type A
- Type B
- Type SB Landing Boat
- Yamatoklasse

## Map-uitbreidingen
De ontwikkelaar kreeg veel kritiek te verduren van spelers die hadden gehoopt op een map editor. De ontwikkelaar bracht zelf tot nu toe 2 officiële map uitbreidingen uit. De eerste Volcano Map Pack heeft 2 nieuwe mappen, de tweede Carrier Map Pack heeft 4 nieuwe mappen. Deze uitbreidingen moesten gekocht worden wat ook op veel kritiek opleverde van spelers.

## Ontvangst
| Beoordeeld door                | Platform  | Datum        | Score |
| ------------------------------ | --------- | ------------ | ----- |
| Game 2.0                       | Xbox 360  | 30 mei 2009  | 90%   |
| Cheat Code Central             | Windows   | mei 2009     | 82%   |
| Inside Mac Games (IMG)         | Macintosh | 9 maart 2011 | 82%   |
| GameSpot (Belgium/Netherlands) | Windows   | 20 mei 2009  | 81%   |
| Total PC Gaming                | Windows   | 12 mei 2009  | 77%   |
| GameStar (Duitsland)           | Windows   | april 2009   | 68%   |
| Thunderbolt Games              | Xbox 360  | 8 juni 2009  | 60%   |
| Giant Bomb                     | Windows   | 20 mei 2009  | 60%   |
| Giant Bomb                     | Xbox 360  | 20 mei 2009  | 60%   |
| Game Informer Magazine         | Xbox 360  | juli 2009    | 60%   |